# Нова Вас-при-Лесцах
Нова Вас-при-Лесцах (словен. Nova vas pri Lescah) — поселення в общині Радовлиця, Горенський регіон, Словенія. Висота над рівнем моря: 521,1 м.